# Artheneis aegyptiaca
Artheneis aegyptiaca är en insektsart som beskrevs av Lindberg 1939. Artheneis aegyptiaca ingår i släktet Artheneis och familjen Artheneidae. Inga underarter finns listade i Catalogue of Life.